# Robert Ciba
Robert Ciba (Chmielnik, 29 de noviembre de 1969) es un deportista polaco que compitió en boxeo.
Ganó una medalla de plata en el Campeonato Mundial de Boxeo Aficionado de 1995 y dos medallas en el Campeonato Europeo de Boxeo Aficionado, plata en 1993 y bronce en 1989.

## Palmarés internacional
| Campeonato Mundial | Campeonato Mundial | Campeonato Mundial | Campeonato Mundial |
| Año                | Lugar              | Medalla            | Categoría          |
| ------------------ | ------------------ | ------------------ | ------------------ |
| 1995               | Berlín (Alemania)  | Medalla de plata   | 54 kg              |
| Campeonato Europeo |                    |                    |                    |
| Año                | Lugar              | Medalla            | Categoría          |
| 1989               | El Pireo (Grecia)  | Medalla de bronce  | 54 kg              |
| 1993               | Bursa (Turquía)    | Medalla de plata   | 54 kg              |